# Чирппаярви
Чирппаярви — пресноводное озеро на территории Луусалмского сельского поселения Калевальского района Республики Карелии.

## Общие сведения
Площадь озера — 2 км². Располагается на высоте 116,9 метров над уровнем моря.
Форма озера продолговатая: оно вытянуто с северо-запада на юго-восток. Берега каменисто-песчаные, местами заболоченные.
С юго-западной стороны озера вытекает безымянный водоток, втекающий с левого берега в реку Елданку, впадающую в озеро Среднее Куйто.
Код объекта в государственном водном реестре — 02020000811102000004647.